# Frank Borman
Frank Frederick Borman II, född 14 mars 1928 i Gary, Indiana, död 7 november 2023 i Billings, Montana, var en amerikansk astronaut. Han blev uttagen i astronautgrupp 2 11 september 1962.

## Familjeliv
Frank Borman gifte sig 1950 med Susan, född Bugbee, (1930–2021). Paret har två barn tillsammans, Fredrick (född 4 oktober 1951) och Edwin (född 20 juli 1953).

## Karriär
Borman blev utsedd till Time Person of the Year 1968. Han lämnade NASAs astronautkår 1 juli 1970.

## Utmärkelser
Nedslagskratern Borman på månen är uppkallad efter honom.

## Rymdfärder
Borman genomförde två rymdfärder och var reservbesättning till en.

### Gemini 4
Var han utsedd till reservbesättning tillsammans med Jim Lovell.

### Gemini 7
Borman flög tillsammans med Jim Lovell 4 - 18 december 1965.

### Apollo 8
Flög han tillsammans med Jim Lovell och William A. Anders på den första bemannade resan till månens närhet.